# Reduto
Reduto is een gemeente in de Braziliaanse deelstaat Minas Gerais. De gemeente telt 6.663 inwoners (schatting 2009).

## Aangrenzende gemeenten
De gemeente grenst aan Manhuaçu, Manhumirim, Martins Soares, Santana do Manhuaçu en Simonésia.